# 佐藤友紀乃
佐藤 友紀乃（さとう ゆきの、1994年12月19日 - ）は、日本のモデルである。宮城県出身。ラ・ディセ所属。身長162cm、スリーサイズは82-61-88。2014年、BSフジの『ワッチミーTV×TV』イメージキャラクター・ワッチミーナ2014グランプリ2位を受賞。

## 略歴・人物
宮城県出身。モラドカンパニー（旧仙台SOSモデルエージェンシー）に所属し、3歳からモデルとして活動を開始、2006年3月に同事務所内で結成されたダンス＆ボーカルユニット「東北発信源ユニットSPLASH」（スプラッシュ）のメンバーに選出された。
その後、2009年7月にSPLASHから選抜され、メジャーデビューを視野に入れた全国展開を目的に結成された新ユニット「テクプリ」のメンバーとなった。同年9月からは日本プロバスケットボールリーグ2009-10シーズンの仙台89ERSブースターユニット「CANDY GIRLS」(キャンディガールズ)のメンバーとしても活動した。
2019年4月よりDate fmでAIR JAM Fridayのパーソナリティを務める
2013年7月に解散したテクプリのメンバー菅原梨央、米倉桃華と共に、同年9月に新ユニット「アイリス (by MORADOLL)」を結成、2013年10月から開催されたBSフジの情報番組『ワッチミー!TV×TV』のイメージキャラクターを探すプロジェクト「ワッチミーナ2014」に出場し、40名の候補者の中から半年間の審査を経てグランプリ2位を受賞した。アイドルとしての活動のほか東北地方を中心にモデル・CM・広告・ドラマ出演など幅広く活動している。
2016年6月にはFリーグ所属のヴォスクオーレ仙台の公式女子マネージャーに就任。ホームゲーム時のアリーナDJも務める。同年8月のアイリス解散後は、仙台放送の情報番組「仙臺いろは」のリポーター「いろは組」としてレギュラー出演。また、仙台のモデルエージェンシーLa Deesse（ラ・ディセ）に移籍している。
中学校時代は吹奏楽部に所属し、トロンボーンを担当していた。好きな音楽はROCK、ブルーハーツLOVEと語っている。
2025年1月、一般男性と結婚。

## 出演

### テレビ
- 松島ワンダフル!!!（2012年、東日本放送）
- Rの法則（2014年8月26日、NHK Eテレ）
- 仙臺いろは増刊号（2016年10月28日 - 、仙台放送）[11]
- 仙臺いろは（2016年11月8日 - 、仙台放送）[11]
- 夕方LIVE!キニナル（2017年6月5日 - 、東日本放送）[14]
- とれたて!秋のイチ押しSelection（2019年9月21日、さくらんぼテレビ（山形県））[15]

### ケーブルテレビ
- FAN!FUN!!VEGALTA!!!（2015年、J:COM 仙台キャベツ） - アシスタント、レギュラー出演[16][17]。

### テレビドラマ
- お米のなみだ（2008年、NHK総合、東北ブロック）

### CM・広告
- 秋田ノースアジア大学（2013年）
- ライオン「トップ」（2007年、東北地方限定）
- 国土交通省（2007年、東北地方限定）
- トヨタ プリウス インフォマーシャル（全国向け）
- NTT東日本（東北地方限定）
- 東北じゃらん（東北六県）
- ムラタック（宮城県）
- ヨークベニマル（宮城県、福島県、山形県、茨城県、栃木県）
- サティ（岩手県）
- るるぶ アクアマリンふくしま（関東地区）
- さくら野百貨店 （青森県）
- うすい百貨店 （福島県）
- 思学舎 （茨城県）

### ビデオパッケージ
- NTTドコモサービス（宮城県）

### スチール
- 週刊オーレ（2013年、株式会社第一エージェンシー）

### 書籍
- スクールガールジャパン（2012年　エバーグリーンブックス）

### 電子書籍
- さんぽガール 代官山編 佐藤友紀乃さん（2011年、小林幹幸-evergreen-）

### イベント・ショー
- 神戸コレクションマーケット2013 神戸ガールから東北ガールへ（2013年、S-PAL仙台）
- センダイ・フットボール映画祭（2015年1月31日、桜井薬局セントラルホール）- トークバトル「日々野真理×佐藤友紀乃×村林いづみ」。

### ネット配信
- つたほ生なま24（2014年2月16日、AKIBA 伝えたい!放送局）- ワッチミーナ2014候補生として美桜菜と24時間放送。

## 作品
SPLASH
- それゆけ! みちのく（2007年5月5日、SORE-0001）
- 天使からのメッセージ（2007年12月12日、SORE-0002）
- 仙台七夕☆さま〜っ(Summer)（2008年6月22日、SORE-0003）
- WINTER・CHANCE（2008年12月17日、SORE-0004）

ハレルヤナイナーズ
- GO!GO! ナイナーズ（2009年12月2日、LLCS-21）

テクプリ
- FIRST DATE（2010年7月18日、TEP-0001）
- スキスキスキ（2011年8月1日、STJM-0002）
- EARLY BEST : sentimental diamond』（2012年3月21日、TPOT-0002）
- Do It !!（2012年8月4日、TPOT-0003）

アイリス
- アイリス（2014年1月19日、MORA-0001）
- プリズムレター（2014年8月8日、MORA-0002）
- We Are Miracles（2014年11月12日、VICL-36964）